# Sa'ar 6-klasse korvet

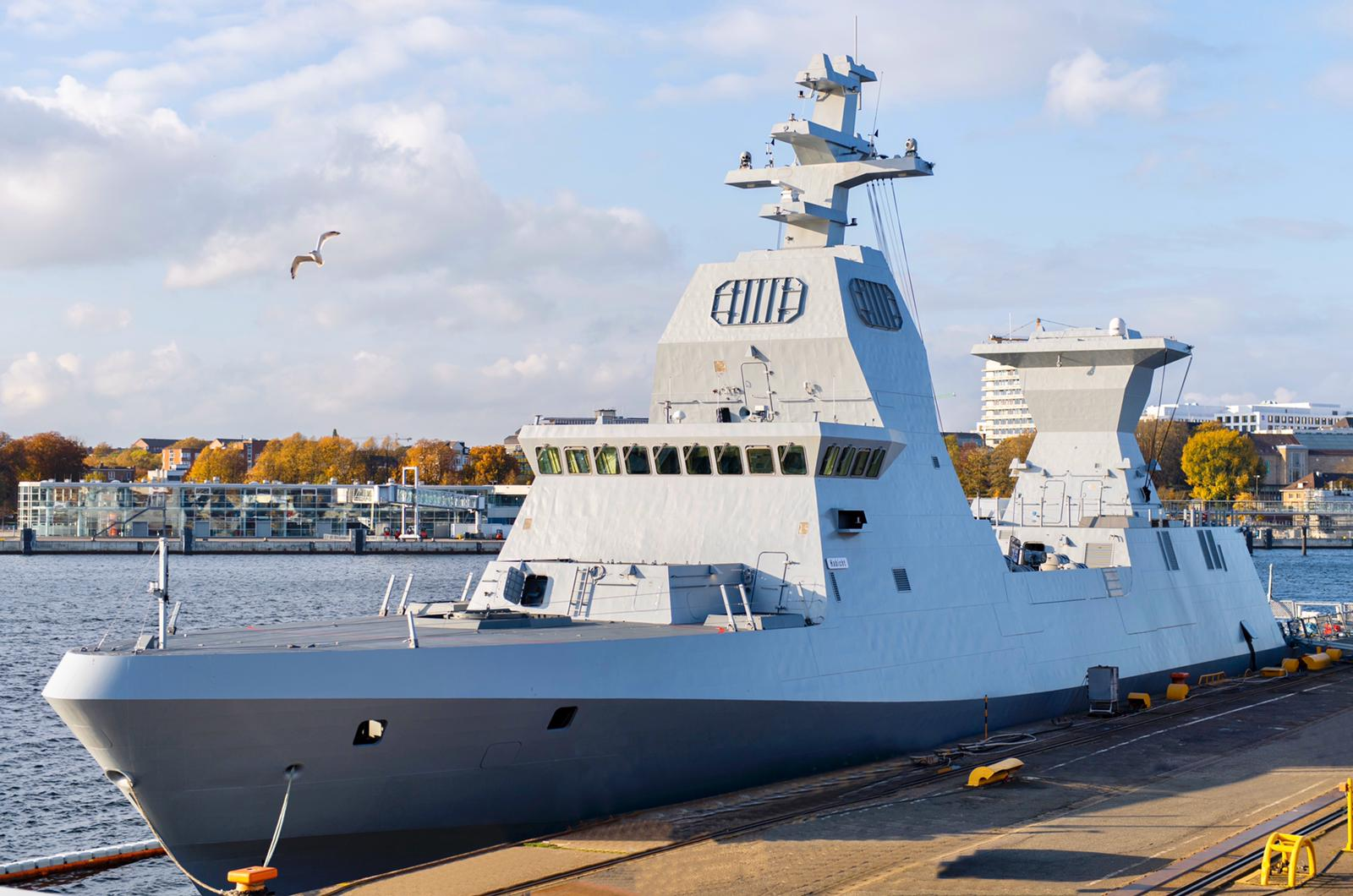
INS Magen

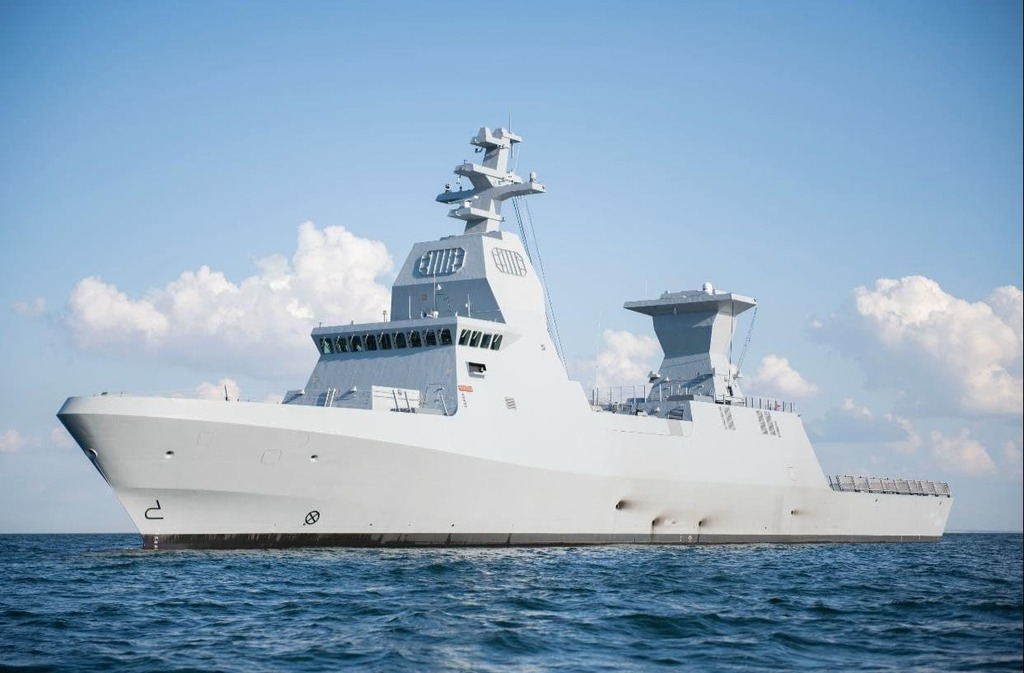
INS Atzmaut

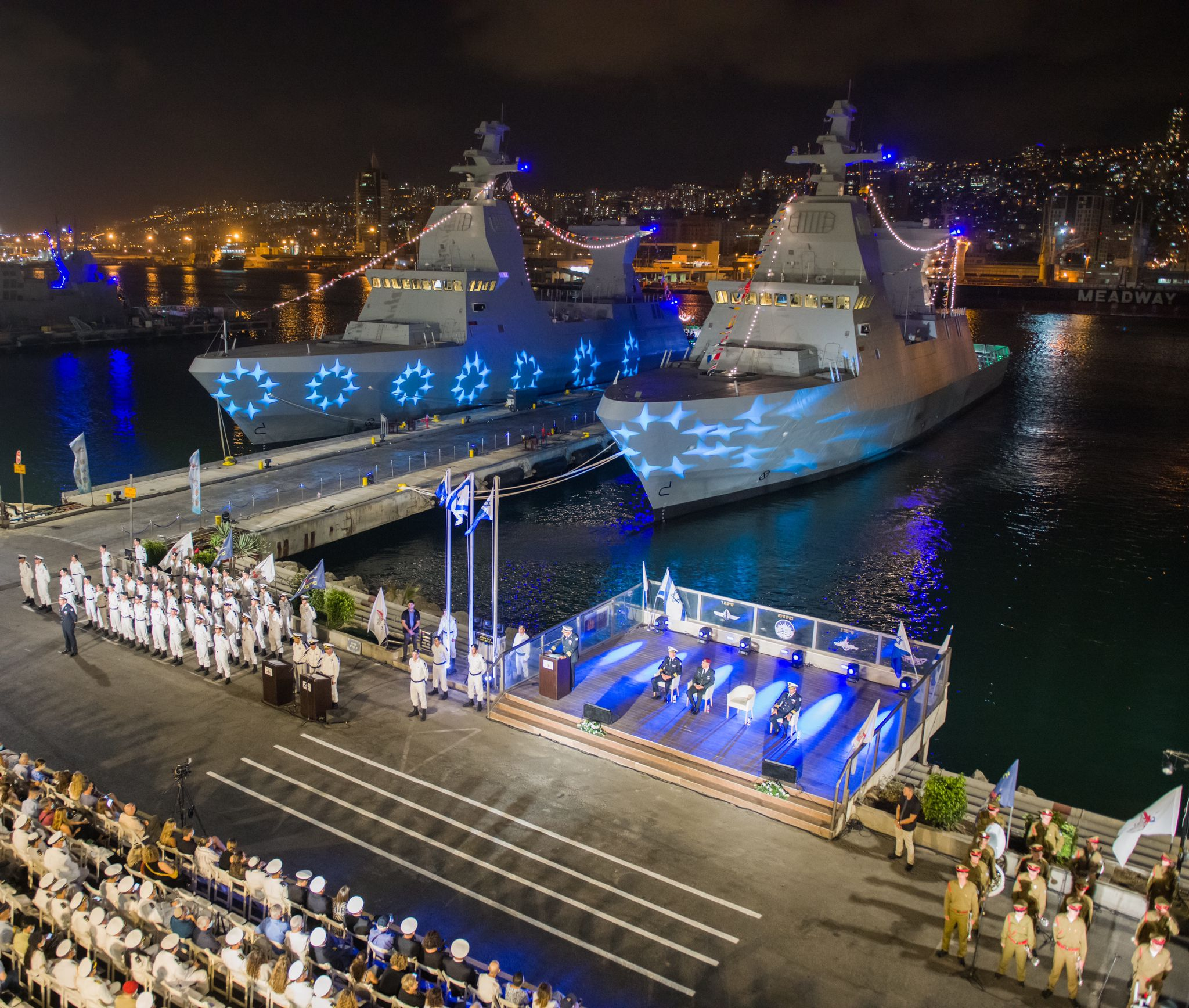
INS Nitzachon

Het Sa'ar 6-klasse is een scheepsklasse van vier in Duitsland gebouwde korvetten die in mei 2015 zijn besteld voor de Israëlische marine.

## Ontwikkeling
Het ontwerp van het schip is losjes gebaseerd op het Duitse Braunschweig-klasse korvet, maar met technische veranderingen om door Israël gebouwde sensoren en raketten, zoals de Barak 8 en het marine IJzeren Koepel-systeem, onder te brengen. Elbit Systems heeft het contract gekregen om de elektronische oorlogvoering (EW) suites voor de schepen te ontwerpen en te bouwen.
Alle vier de schepen zijn in Duitsland gebouwd in een gezamenlijk project van German Naval Yards Holdings en ThyssenKrupp Marine Systems. De eerste van de klasse is in 2020 afgeleverd. De bouwkosten werden geschat op 1,8 miljard Israëlische sjekel (NIS) of ongeveer 430 miljoen euro. Israël zal twee derde van de kosten betalen en de Duitse regering zal een derde van de bouwkosten van de korvetten subsidiëren, net als bij Dolfijnenklasse-onderzeeërs.

## Missies
De Sa'ar 6 is aangepast voor maritieme bescherming, anti-scheepvaart en het voorkomen van bedreigingen in de Israëlische exclusieve economische zone (EEZ).
Een van hun taken zal zijn om aardgasplatforms in de Middellandse Zee te beschermen tegen mogelijke dreigingen vanuit zee, terrorismebestrijding of raketten. De Sa'ar 6 wordt ook gebruikt om Israëlische scheepvaartroutes in de Middellandse Zee te verdedigen langs waar meer dan 90 procent van de geïmporteerde goederen voor Israël passeren. De Libanese Hezbollah-groep beweert dat de gasvelden van Israël in de Libanese wateren liggen. Het heeft gedreigd zich te richten tegen Israëlische gasplatforms. Een schip in Israëlisch eigendom kwam naar verluidt herhaaldelijk onder raketvuur in de buurt van de Verenigde Arabische Emiraten. Het schip was op weg naar de VAE vanuit Koeweit, volgens Channel 12-nieuws.

## Kenmerken
De Sa'ar 6 heeft een waterverplaatsing van bijna 1.900 ton bij vollast en is 90 m lang. Het is bewapend met een OTO Melara 76 mm kanon, twee Typhoon Weapon Stations, 32 verticale lanceercellen voor Barak 8 luchtdoelraketten, 40 cellen voor het C-Dome point-defensiesysteem, 16 anti-scheepsraketten (waarschijnlijk Gabriel V), de EL / M
-EL/M-2248 MF-STAR AESA-radar en twee 324 mm (12,8 inch) torpedo-draagraketten. Het heeft een hangar en een platform dat plaats biedt aan een middenklasse helikopter van het type SH-60 Seahawk.

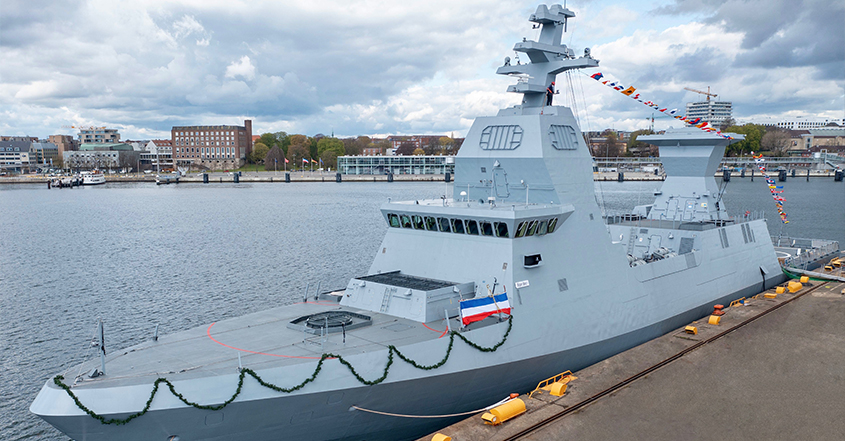
INS Oz

Israël ontving op 11 december 2020 de eerste van vier Sa'ar 6-klasse korvetten, INS Magen; Thyssen Krupp Marine Systems overhandigde officieel het tweede korvet, INS Oz, op 4 mei 2021. Op 27 juli 2021 werden ook de laatste twee schepen, INS Atzmaut en INS Nitzachon, door de bouwer geleverd aan de Israëlische marine. Na aankomst in Israël zouden ze door de Israëlische marine worden uitgerust met radar- en wapensystemen.

## Afgeleverde schepen
1. INS Magen (betekent Schild), op 11 november 2020 in dienst gesteld en actief
2. INS Oz (betekent Moed), op 4 mei 2021 in dienst gesteld en actief[17]
3. INS Atzmaut (betekent Onafhankelijkheid), in augustus 2021 in dienst gesteld en actief[18]
4. INS Nitzachon (betekent Overwinning), eind augustus 2021 in dienst gesteld en actief[19]